# 瓦森贝格
瓦森贝格（德語：Wassenberg，發音：[ˈvasn̩bɛʁk] ⓘ，發音：[ˈwɑsəˌbæʀ˦(ə)x]）是德国北莱茵-威斯特法伦州科隆行政区海因斯贝格县的城市，面积42.43平方千米，2023年12月31日人口为19,541人。